# 메르사마트루 전투
메르사마트루 전투는 1942년 6월 26일부터 1942년 6월 29일까지 이집트 메르사마트루에서 일어난 제2차 세계 대전의 서부 사막 전역의 전투이다.
이 전투는 영국의 제8군단, 제10군단을 주축으로 한 연합군, 독일의 아프리카 군단 기갑사단을 주축으로 한 독일-이탈리아 추축군이 맞붙은 전투로서 가잘라 전투에서 연합군이 패전한 이후에 벌어진 전투이다.